# Stephanskirche (Krakau-Krowodrza)

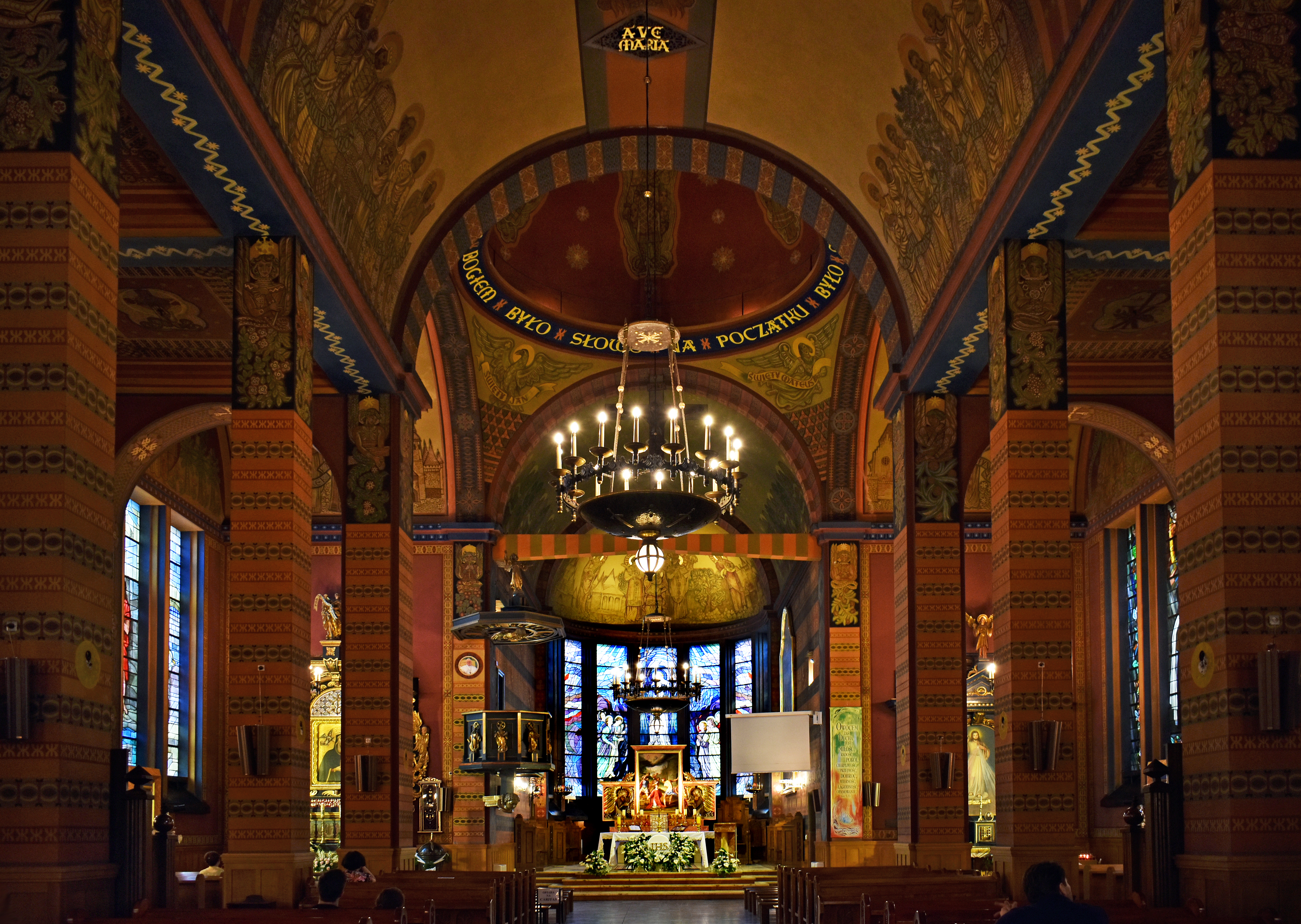
Innenraum

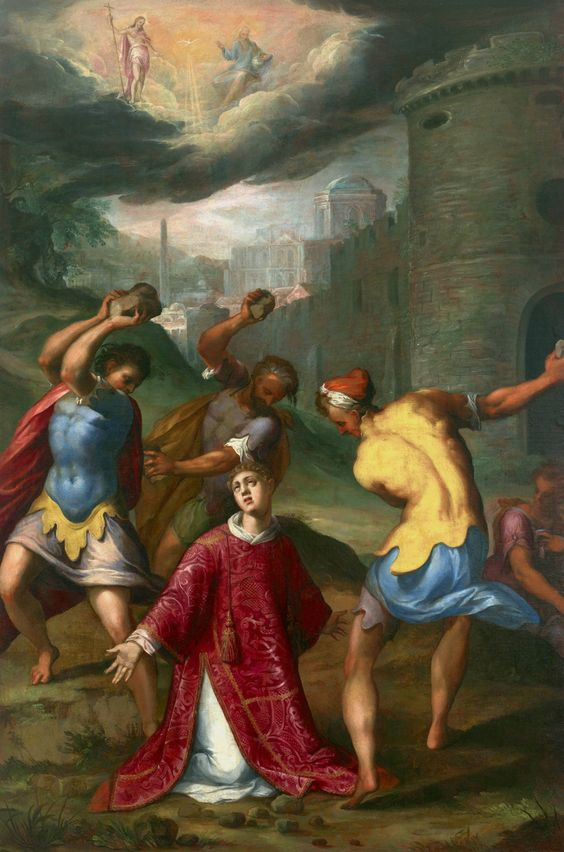
Bild des Barockaltars

Die Stephanskirche (poln. Kościół św. Szczepana) in Krakau ist eine katholische Kirche auf dem ul. Sienkiewicza 19 im Krakauer Stadtteil Krowodrza.

## Geschichte
Die Kirche wurde in den Jahren 1933 bis 1938 im Stil der Moderne von Zdzisław Mączeński errichtet. Die Kirche wurde während der deutschen Besatzung profaniert und vom späteren Papst Johannes Paul II. (damals Bischof Karol Wojtyła) 1958 wieder eingeweiht. In der Kirche befinden sich Kunstwerke aus der abgetragenen Altstädter Stephanskirche, unter anderem der barocke Altar von 1588 mit dem Bild des Märtyrertods des Heiligen Stephan von Hans von Aachen, das gotische Taufbecken von 1425 sowie die Reliquienschreine der Heiligen Stephan und Ursula.